# Білялово
Біля́лово (рос. Билялово, башк. Билал) — село у складі Баймацького району Башкортостану, Росія. Адміністративний центр Біляловської сільської ради.
Населення — 557 осіб (2010; 620 в 2002).
Національний склад:
- башкири — 100%